# Benedict Iroha
Benedict Iroha, född 29 november 1969 i Aba, är en nigeriansk fotbollstränare och före detta spelare.
1992 kom Iroha till nederländska Vitesse via ASEC Mimosas. 1996 flyttade han till amerikanska San Jose Clash, och ett år senare tradades han till DC United, där han var med om att vinna ligan. Han spelade senare även i Elche samt Watford innan han avslutade karriären i mars 2000.
För det nigerianska landslaget gjorde Iroha 37 landskamper och ett mål. Han var uttagen till truppen som spelade både VM 1994 och VM 1998.
Efter spelarkarriären blev Iroha ungdomstränare i FC Dallas. 2007 var han assisterande förbundskapten till Nigerias U17-landslag som segrade i U17-VM. Säsongen 2007/2008 var han huvudtränare i Dolphins, för att året efter bli coach i Heartland.